# Irvolszongsin
Irvolszongsin (hangul: 일월성신, handzsa: 日月仙人, RR: Irwolseongshin) a koreai mitológiában a Nap, a Hold és a Csillagok szellemének összefoglaló neve. Keletkezésükről az idők során több történet is fennmaradt, ezeket a történeteket pedig az eredetmítoszokhoz sorolják.

## Mítoszok

### Az Ég és Föld Királyának krónikája
Ez az eredetmítosz a Csedzsu-szigetéről származó, sámánok által elbeszélt,  más keletkezéstörténeteket is tartalmazó Cshondzsivang Ponphuri-ban (hangul: 천지왕 본풀이, handzsa: 天地王本풀이, RR: Cheonjiwang Bonpuri) található. A történet szerint kezdetben nem létezett sem a föld, sem az ég, csupán a nagy üresség volt. Egyszer azonban rés keletkezett az űrben, és kettéválasztotta az eget és a földet. Az égből egy kék harmatcsepp szállt le, a földből pedig egy fekete harmat emelkedett ki. Ebből a két harmatcsepp keverékéből születtek meg az emberek és az istenek is. Egy nap Cshondzsivang, az Ég és Föld Uralkodója kakaskukorékolásra ébredt. A Három Kakas Császár, az Ég Császára: Cshonhvangdalk (hangul: 천황닭, RR: Cheonhwangdalk) , a Föld Császára: Csihvangdalk (hangul: 지황닭, RR: Jihwangdalk) és az Emberek Császára: Inhvangdalk (hangul: 인황닭, RR: Inhwangdalk) azért kukorékolt, mert nem volt Nap az égen. Hogy Cshondzsivang eleget tegyen kérésüknek, megalkotta számukra a két napot és a két holdat.

### Az univerzum megalkotásának éneke
A Hamgjong tartományi Hamhungból származó Cshangszega (hangul: 창새가, RR: Changsaega) szerint eleinte az ég és a föld elválaszthatatlanok voltak. Ekkor Miruk (hangul: 미륵, RR: Mireuk), ismertebb nevén Maitreya bódhiszattva négy rézoszlopot állított fel, szétválasztva az eget és földet, majd a két holdból elpusztította az egyiket, és darabjaiból létrehozta a Nagy Göncölt és a Nyilas csillagképét. Ugyanígy a két nap egyikéből pedig kisebb-nagyobb csillagokat hozott létre, a kisebb csillagok irányították a közemberek életét, a nagyobb csillagok pedig a királyét és a miniszterekét.

### Jono és Szojo története
Ez a történet a Silla korból származik, és a Nap és Hold fényének eltűnéséről szól. A keleti tengerparton élt egy házaspár, Jono (hangul: 연오, RR: Yeono) és Szojo (hangul: 서요, RR: Seoyo). Jono egyik nap hínárt gyűjtött a tengerparton, amikor a szeme láttára egy kő emelkedett ki a tengerből, amire felkapaszkodott és egyenesen Japánba vitte őt. A japánok annyira megkedvelték, hogy királlyá választották. Mikor Jono nem tért vissza a feleségéhez, Szojo férje keresésére indult, és a kő megint felbukkant a tengerből, és az asszonyt is Japánba vitte, ahol a házaspár újra találkozott egymással. Eközben Sillában egyszerre csak eltűnt a Nap és a Hold fénye. Egy jós azt mondta az udvarnak, azért történt mindez, mert a Nap és a Hold fénye Japánba távozott. A király követet küldött Japánba, hogy visszahozza a Nap és Hold fényét. A követ ott találkozott Jonóval, és  elmondta neki, mi történt az országban. Jono ekkor megajándékozta a követet egy selyemruhával - amit felesége szőtt – azzal az üzenettel, hogy áldozatbemutatáskor ha ezt a ruhát használják, visszatér a Nap és Hold fénye. A követ hazatért, megtartották az áldozati szertartást és a fény valóban vissza is tért az égitestekbe.

### Népmese a Hold és a Nap születéséről
A leghíresebb történet a Nap és Hold keletkezéséről egy népmese, mely szerint egy időben csak a csillagok léteztek az égen. Élt ekkor egy édesanya és két gyermeke, Hesik (hangul: 해식, RR: Haesik) és Talszun (hangul: 달순, RR: Dalsun). Az édesanyjuk szegény parasztasszony volt, aki minden nap rizssüteményt árult a megélhetésért. Az anya egy nap hazafelé tartva a faluból összetalálkozott egy tigrissel a dombtetőn. A tigris követelte az asszonytól, hogy adja neki a rizssüteményeket, cserébe meghagyja az asszony életét. Az anya így is tett, azonban a tigris nem tartotta be a szavát, és felfalta az asszonyt is, majd magára vette annak ruháit. A tigris folytatta útját az asszony otthonába, a testvérpár felé. Hesik és Dalszun aggódtak, hogy anyjuk még nem tért haza a faluból. A tigris közben megérkezett a házukhoz. Rájuk rontott, de a testvérek elfutottak. A tigris utánuk szaladt, de nem találta őket. A keresés közben a tigris a kút vízének tükrében észrevette a testvérpárt, amint a fán találtak maguknak menedéket. A tigris utánuk akart mászni, de a testvérek ekkor az éghez fohászkodtak segítségért. Egyszer csak az égből leereszkedett egy kötél, a két testvér pedig felmászott rá és a kötél segítségével a mennybe jutottak. A tigris követve a testvérek példáját, szintén az éghez imádkozott segítségért. Ekkor újabb kötél ereszkedett le, a tigris el is indult felfelé, de a kötél már rothadt volt, elszakadt és a tigris a mélybe zuhant egy kölesföldre, vérével áztatva a kölest. (A monda alapján gondolják úgy a koreaiak, hogy a tigris vére miatt lett vörös a köles szára.) A testvérpár égitestekké változott, Hesik lett a Nap: Henim (hangul: 해님, RR: Haenim) és Dalszun lett a  Hold: Talnim (hangul: 달님, RR: Dalnim).

## Az égitestek szerepe a koreai hagyományokban
A koreai hagyományokban nagy szerepe van az égitesteknek, legfőképp a Holdnak. Az évszakokhoz köthető szokások mind a holdnaptáron alapulnak. Úgy tartották, hogy az égitestek befolyásolhatják az emberek életét, jövőjét, ezért imádkozni, áldozatot bemutatni, jósolni szoktak a siker, egészség és jó szerencse érdekében. A három nagy koreai ünnepet, a Szollalt, a cshuszokot és a csongvol teborumot is a holdnaptár szerint tartják meg.